# Nipergasilus parabora
Nipergasilus parabora is een eenoogkreeftjessoort uit de familie van de Ergasilidae. De wetenschappelijke naam van de soort is voor het eerst geldig gepubliceerd in 2000 door El-Rashidy & Boxshall.